# Erdélyi Mihály (orvos, 1782–1837)
Erdélyi Mihály (Bécs, 1782. június 9. – Bécs, 1837. április 21.) orvos, a bécsi császári és királyi állatorvosi intézet tanára

## Élete
Apja szintén orvos volt. Iskoláit Bécsben járta s az ottani egyetemen 1801-ben kezdte orvosi tanulmányait, melyeket 1811-ben végzett be. 1813-ban orvosdoktori oklevelet nyert. Midőn legfelsőbb határozattal a császári és királyi állatgyógyintézet az egyetemmel egyesült, Erdélyi 1811-ben alkalmazást nyert. 1814. az anatomia és physiologia ismétlésével bizatott meg; 1818-ban a házi állatok bonctana és physiologiájának tanszékét nyerte el, melyen haláláig működött. Több tudós társaság tagja volt. A bécsi állatgyógyintézet anatomiai s pathologiai múzeumának fölszerelése körül sok érdeme van.

## Munkái
- Über die Drüsenkrankheit der Pferde. Wien, 1813. (Orvosdoktori értekezés.)
- Grundlinien der Nerven und Gefässlehre der Hausthiere insbesondere des Pferdes. Uo. 1819.
- Grundlinien der Eingerveidelehre der Haussäugethiere insbesondere des Pferdes. Uo. 1819. (2. kiadás. Uo. 1831.)
- Versuch einer Zoophysiologie des Pferdes und der übrigen Haussäugethiere… Uo. 1820. (2. k. Uo. 1830.)
- Darstellung des Zahnalters. Uo. 1820.
- Beschreibung der einzelnen Gestüte des österr. Kaiserstaates… Uo. 1827.
- Grundlinien der Knochenlehre des Pferdes. Uo. 1829. (2. k. 1834. 3. k. 1845. Uo.)
- Grundlinien der Muskellehre des Pferdes. Uo. 1829. (1. k. Uo. 1839.)
- Beiträge zur Beutheilung der äusseren Umrisse der sogenannten Exterieurs der Pferde… Uo. 1831.
- Anleitung zur Pflanzenkenntniss oder Botanik für den Landwirth, Thierarzt u. s. w. Uo. 1835. Két rész.

Több értekezést írt a bécsi Medic. Jahrbücherbe, többi közt: Skizze des k. k. Thierarznei-Instituts in Wien.